# Ost-Amanuban
Ost-Amanuban (indonesisch Amanuban Timur) ist ein indonesischer Distrikt (Kecamatan) im Westen der Insel Timor.

## Geographie
| „Dorf“ (Desa) | Verwaltungssitz | Fläche    | Einwohner | Bevölkerungsdichte |
| ------------- | --------------- | --------- | --------- | ------------------ |
| Mauleum       | Oebesa          | 15,09 km² | 2.174     | 144                |
| Oelet         | Baikpoan        | 13,65 km² | 1.816     | 133                |
| Oeekam        | Oeekam          | 20,69 km² | 2.975     | 144                |
| Pisan         | Pisan           | 19,06 km² | 1.798     | 094                |
| Mnela‘Anen    | Mnela‘Anen      | 11,34 km² | 2.386     | 210                |
| Telukh        | Telukh          | 06,23 km² | 0.963     | 155                |
| Nifukiu       | Bibiten         | 21,23 km² | 2.251     | 106                |
| Billa         | Bi‘ito          | 27,62 km² | 2.271     | 082                |
| Sini          | Sini            | 07,53 km² | 0.508     | 067                |
| Tli‘u         | Lao             | 06,82 km² | 0.763     | 112                |

Der Distrikt befindet sich im Norden des Regierungsbezirks Südzentraltimor (Timor Tengah Selatan) der Provinz Ost-Nusa-Tenggara (Nusa Tenggara Timur). Im Nordosten liegt der Distrikt Fatukopa, im Osten Nord-Amanatun (Amanatun Utara), im Süden Noebana und Fautmolo, im Südwesten Kie und im Westen Oenino. Im Norden grenzt Ost-Amanuban an den Regierungsbezirk Nordzentraltimor (Timor Utara Tengah) mit seinen Distrikten Noimuti und Ostnoimuti (Noimuti Timur).
Ost-Amanuban hat eine Fläche von 149,26 km² und teilt sich in die zehn Desa Mauleum, Oelet, Oeekam (Oe’Ekam), Pisan, Mnela‘Anen, Telukh, Nifukiu, Billa, Sini und Tli‘u. Die Desa teilen sich wiederum in insgesamt 31 Dusun (Unterdörfer). Während Billa auf einer Meereshöhe von 247 m liegt, befindet sich Pisan auf einer Höhe von 601 m über dem Meer. Das tropische Klima teilt sich, wie sonst auch auf Timor, in eine Regen- und eine Trockenzeit. Der September und Oktober sind trocken. Der meiste Regen fällt im Januar. 2017 wurden 126 registriert und eine Gesamtniederschlagsmenge von 87,97 Millimeter.

## Flora
Im Distrikt finden sich unter anderem Vorkommen von Teak.

## Einwohner
2017 lebten in Ost-Amanuban 17.905 Einwohner. 8.818 waren Männer, 9.087 Frauen. Die Bevölkerungsdichte lag bei 120 Personen pro Quadratkilometer. Im Distrikt gab es 14 katholische und 42 protestantische Kirchen und Kapellen und elf Moscheen.

## Wirtschaft, Infrastruktur und Verkehr
Die meisten Einwohner des Distrikts leben von der Landwirtschaft. Als Haustiere werden Rinder (7.789), Pferde (19), Büffel (22), Schweine (8.203), Ziegen (1.807) und Hühner (23.522) gehalten. Auf 2.267 Hektar wird Mais angebaut, auf 107 Hektar Reis, auf 794 Hektar Maniok, auf 55 Hektar Süßkartoffeln, auf 90 Hektar Erdnüsse und auf 122 Hektar grüne Mungbohnen.
In Ost-Amanuban gibt es 22 Grundschulen, sieben Mittelschulen und sieben weiterführende Schulen. Zur medizinischen Versorgung steht nur ein kommunales Gesundheitszentrum (Puskesmas) in Oeekam zur Verfügung. Andere medizinische Einrichtungen, wie medizinische Versorgungszentren (Puskesmas Pembantu) oder Hebammenzentren (Polindes) fehlen. Zwei Ärzte, elf Hebammen und neun Krankenschwestern sind im Distrikt ansässig.